# إيهور راسيل
إيهور راسيل (بالأوكرانية: Русс Ігор Павлович)‏ هو منافس ألعاب قوى أوكراني، ولد في 8 سبتمبر 1988.

## وصلات خارجية
- إيهور راسيل على موقع الاتحاد الدولي لألعاب القوى (الإنجليزية)
- إيهور راسيل على موقع رابطة إحصائيات سباق الطريق (الإنجليزية)
- إيهور راسيل على موقع اللجنة الأولمبية الدولية (الإنجليزية)
- إيهور راسيل على موقع أوليمبيديا (الإنجليزية)